# Olofmeister
Олоф „Olofmeister” Кајбјер (енгл. Olof Kajbjer; Стокхолм, 31. јануар 1992) је професионални играч игре Counter-Strike: Global Offensive и наступа за организацију Faze Clan. Сматра се једним од најбољих играча у историји игре.
Освојио је два мејџора, ESL One Katowice 2015 and ESL One Cologne 2015, као и многе друге турнире.

## Детињство
Olofmeister је одрастао у Стокхолму, у Шведској. Има брата Маркуса и сестру Линду. 
Рано се заинтересовао за фудбал и од четврте године је активно играо. Велики је фан фудбалског клуба Арсенал. Са петнаест година је повредио колено и то га је приморало да престане са тренирањем.
Након повреде је почео да проводи више времена уз игру Counter Strike.

## Каријера
Средином 2013. године се придружио тиму LGB eSports. Тим је забележио одличан резултат на мејџору ESL One Katowice 2014 где су били трећи. Овај резултат и приказане партије су је обезбедиле уговор са организацијом fnatic.
Одмах у старту су били други на турниру  ESL One Cologne 2014. Током једног од мечева на турниру, Olofmeister је остао упамћен по несвакидашњем потезу, који је његовом тиму донео меч поен. У наредним месецима, Fnatic је био веома успешан. У четврт финалу, десио се контраверзан моменат, када је Olofmeister, са саиграчима, користио илегалан буст, што је довело до жалбе од стране противника Team LDLC. Од тога дана, olofmeister је добио надимак Boostmeister, а мапа Оверпас је добила надимак Olofpass. 
У марту 2015. године, тим је освојио  ESL One Katowice 2015. У августу исте године, Fnatic је постао први тим који је освојио два мејџора заредом након победе на ESL One Cologne 2015. На трећем мејџору, fnatic је завршио на петом месту. У новембру 2015. године, тиму се придружио Денис „Dennis” Едман. Тим је освојио сва три турнира до краја године. Olofmeister је освојио награду за најбољег играча године у 2015. године.
Освојили су SLTV Starseries XIV  у јануару 2016. године. Следећи турнир који су освојили је био  IEM Katowice World Championship 2016. У априлу 2016. године, Olofmeister је био принуђен да направи паузу од играња услед повреде руке.
Након дуге паузе, 20. августа 2017. је потписао за организацију Faze Clan. Од придруживања тиму, освојио је десет турнира, али не и онај који Faze Clan највише жели, мејџор. У мају 2020. године, Olofmeister је објавио да ће направити паузу, наводећи у изјави умор и губитак мотивације као разлог.
Након што је Никола „NiKo” Ковач напустио Faze Clan, olofmeister је поново заиграо.

## Запажени резултати
- на EMS One Katowice 2014[21]
- на ESL One Cologne 2014  [22]
- на SLTV StarSeries X Finals[23]
- на DreamHack Stockholm CS:GO Invitational 2014[24]
- на FACEIT League Season 2 Finals[25]
- на ESWC 2014[26]
- на Fragbite Masters Season 3 Finals[27]
- на ESEA Invite Season 17 Global Finals[28]
- на Inferno Online Pantamera Challenge[29]
- на ESL One Katowice 2015[12]
- на ESEA Invite Season 18 Global Finals[28]
- на CCS Kick-off Season Finals[30]
- на FACEIT League 2015 Stage 1 Finals[31]
- на DreamHack Open Tours 2015[32]
- на Gfinity 2015 Spring Masters 2[33]
- на Fragbite Masters Season 4 Finals[34]
- на ESL One Cologne 2015[35]
- на FACEIT League 2015 Stage 3 Finals at DH Winter 2015[36]
- на Fragbite Masters Season 5 Finals[37]
- на ESL ESEA Pro League Season 2 Finals[38]
- на SL i-League StarSeries XIV Finals[39]
- на ESL Barcelona CS:GO Invitational[40]
- на IEM Katowice 2016[41]
- на ELEAGUE Season 1[42]
- на ELEAGUE CS:GO Premier 2017[43]
- на ESL One New York 2017[44]
- на ESL Pro League Season 6 Finals[45]
- на ELEAGUE Major 2018[46]
- на IEM Katowice 2018[47]
- на EPICENTER 2018[48]
- на EPICENTER 2018[48]
- на IEM Chicago 2018[49]
- на ELEAGUE CS:GO Invitational 2019[50]
- на BLAST Pro Series Miami 2019[51]
- на DreamHack Masters Dallas 2019[52]
- на BLAST Pro Series Los Angeles 2019[53]
- на BLAST Pro Series Copenhagen 2019[54]
- на IEM Beijing 2019[55]

## Награде и признања

### Рангирање
- 12. у свету 2014. године[56]
- 1. у свету 2015. године[15]
- 8. у свету 2016. године[57]
- 19. у свету 2017. године[58]

### МVP
- ESL One Katowice 2015[59]
- DreamHack Open Summer 2015[60]
- ESL ESEA Pro League Season 1 Finals[61]
- FACEIT League 2015 Stage 3 Finals at DH Winter 2015[62]
- SL i-League StarSeries XIV Finals[63]
- IEM Katowice 2016[41]